# ديكون تشيو
ديكون تشيو (بالصينية: 邱德根) هو مصرفي صيني، ولد في 1 مايو 1924 في شانغهاي في الصين، وتوفي في 17 مارس 2015 في هونغ كونغ في الصين.